# Milan Virt
Milan Virt (10. července 1964 Pardubice – 4. prosince 2019) byl český voják.

## Biografie
V letech 1983–1987 vystudoval Vysokou vojenskou leteckou školu v Košicích, mezi lety 1995–1996 studoval Leteckou akademii Bundeswehru ve Fürstenfeldbrucku a mezi lety 2008–2010 studoval na Akademii velení Bundeswehru v Hamburku.
V roce 2002 se stal náčelníkem štábu letecké základny Čáslav. V roce 2010 se stal ředitelem odboru plánování a výstavby na Velitelství logistiky AČR ve Staré Boleslavi a v roce 2013 se stal velitelem Posádkového velitelství Praha.
Uměl anglicky, rusky a německy. Mezi jeho zájmy patřil badminton, tenis, nohejbal, florbal a hokej.
V roce 2019 zemřel na vážnou nemoc. Urna s ostatky byla uložena v rodinném hrobě v Živanicích.